# Cheese in the Trap (película)
Cheese in the Trap (Hangul: 치즈 인 더 트랩) es una película coreana estrenada el 14 de marzo del 2018. La película está basada en el webtoon del mismo nombre de Soonkki.

## Argumento
La película muestra la delicada relación entre una estudiante universitaria Hong Seol (Oh Yeon-seo) y un estudiante mayor que ella, Yoo Jung (Park Hae Jin). Hong Seol hace trabajos a tiempo parcial ya que no posee muchos recursos económicos. Por otro lado Yoo Jung es perfecto, con buenos resultados académicos y en atletismo, sin embargo, parece tener un lado oscuro con algunas personas, que guardan rencor contra él.

## Reparto

### Personajes principales
- Park Hae-jin como Yoo Jung.[5][6]
  - Kim Kang-hoon como Yoo Jung (de pequeño).
- Oh Yeon-seo como Hong Seol.[7][8][9]
- Seo Kang Joon como Baek In-ho.[10]
- Yoo In-young como Baek In-ha.[11]
- Kim Hyun-jin como Kwon Eun-taek.[12]
- Sandara Park como Jang Bo-ra.[13][14]

### Personajes secundarios
- Oh Jong-hyuk como Oh Young-gon.
- Moon Ji-yoon como Sang-chul.
- Na Hye-mi como Da-young.[15]
- Kim Do-wan como un estudiante.

### Otros personajes
- Go Min-si

## Producción
La producción fue anunciada en marzo del 2016, también se anunció que el actor Park Hae-jin interpretaría nuevamente el papel de Yoo Jung; el cual interpretó en la serie del mismo nombre de enero a marzo del 2016. El equipo de producción coreano-chino realizó audiciones de casting para la protagonista y en agosto se anunció que la actriz Oh Yeon-seo había obtenido el papel principal de Hong Seol (papel interpretado previamente en la serie por la actriz Kim Go-eun).
La película fue dirigida por Kim Je-young y producida por Hwang Ji-sun basada en el webtoon "Cheese in the Trap" de Soonkki.
Las filmaciones de la película comenzaron en abril del 2017.
La película contó con la compañía de producción "Mountain Movement Story".